# Radula pseudoflaccida
Radula pseudoflaccida là một loài rêu trong họ Radulaceae. Loài này được E.W. Jones mô tả khoa học đầu tiên năm 1977.